# Glencore
Glencore plc je švicarska multinacionalna družba za trgovanje z blagom in rudarstvo s sedežem v mestu Baar v Švici. Sedež divzije za nafto in plin je v Londonu, registrirani sedež pa v Saint Helierju v Jerseyju. Sedanje podjetje je bilo ustanovljeno z združitvijo Glencore z Xstrata 2. maja 2013. Leta 2015 se je uvrstilo na deseto mesto na lestvici Fortune Global 500 največjih podjetij na svetu. Po seznamu Forbes Global 2000 za leto 2020 je bilo Glencore International 484. največje javno podjetje na svetu. Od julija 2022 je največji svetovni trgovec z blagom.
Že kot Glencore International je bilo podjetje že eno največjih proizvajalcev in trgovcev blaga na svetu. Bilo je največje podjetje v Švici, pa tudi največje svetovno trgovinsko podjetje z blagom, s 60 % svetovnim tržnim deležem leta 2010 na področju cinka, 50 % deležem na področju bakra, 9 % deležem na trgu žit in 3 % deležem na mednarodnem naftnem trgu.
Glencore je imel številne proizvodne obrate po vsem svetu in je mednarodnim strankam v avtomobilski industriji, energetskim, jeklarskim in podjetjem v predelavi hrane dobavljal kovine, minerale, surovo nafto, naftne proizvode, premog, zemeljski plin in kmetijske proizvode. Podjetje je bilo ustanovljeno leta 1994 z odkupom družbe Marc Rich + Co AG (ki je bilo ustanovljeno leta 1974). Maja 2011 je na Londonski borzi kotiral kot del indeksa FTSE 100. Imel je sekundarno kotacijo na hongkonški borzi, vendar se je od januarja 2018 umaknil. Z delnicami Glencore se je na borzi v Johannesburgu začelo trgovati novembra 2013. Njegov največji delničar od leta 2016 je Qatar Investment Authority. Marca 2022 je katarski državni premoženjski sklad objavil, da bo v družbi Glencore Plc prodal delež v vrednosti 812 milijonov funtov (1,1 milijarde ameriških dolarjev).